# Colostygia autumnalis
Colostygia autumnalis là một loài bướm đêm trong họ Geometridae.